# Roger Schaffter
Roger Schaffter (11. prosince 1917, Basilej, Švýcarsko – 13. února 1998, Delémont, Švýcarsko) byl švýcarský politik. Stal se jednou z klíčových postav při řešení Jurské otázky a následném vzniku kantonu Jura.

## Život
Schaffter navštěvoval gymnázium Saint-Charles v Porrentruy a poté studoval na univerzitách v Bernu, Fribourgu a Neuchâtelu. V roce 1960 promoval v oboru humanitních věd. Po ukončení studií působil nejprve jako učitel v Porrentruy a v letech 1950–1954 byl ředitelem švýcarské školy v Janově. V letech 1948–1950 působil také jako šéfredaktor a poté zástupce šéfredaktora novin Le Jura libre, kde publikoval své články pod pseudonymem Pertinax. V letech 1954–1956 byl šéfredaktorem časopisu Curieux.
V roce 1947 spoluzaložil hnutí Mouvement séparatiste jurassien („Separatistické hnutí Jury“, později od roku 1951 Rassemblement jurassien, „Jurské shromáždění“) a stál v čele tohoto uskupení jako generální tajemník a místopředseda; je tak považován za jednoho ze zakladatelů kantonu Jura. V roce 1979 se názorově rozešel s Rolandem Béguelinem, druhou vůdčí osobností Rassemblement jurassien, protože Schaffter odmítal Béguelinovu politiku. Roger Schaffter byl členem Ústavodárného shromáždění kantonu Jura a předsedal jeho ustavujícímu zasedání 12. dubna 1976. V letech 1979–1982 byl delegátem Service de la coopération.
V letech 1979–1987 zastupoval kanton Jura ve státní radě, kde předsedal výboru pro vědu a výzkum.
Schaffter napsal také řadu literárních prací o problematice Jury.